# Long Lý
Long Lý (chữ Hán giản thể: 龙里县, bính âm: Lónglǐ Xiàn, âm Hán Việt: Long Lý huyện) là một huyện thuộc Châu tự trị dân tộc Bố Y và dân tộc Miêu Kiềm Nam, tỉnh Quý Châu, Cộng hòa Nhân dân Trung Hoa. Huyện này có diện tích ki-lô-mét vuông, dân số người. Mã số bưu chính của huyện là. Về mặt hành chính, huyện này được chia thành 6 trấn, 8 hương. 